# Antiga estació de Rubí
L'Antiga estació de Rubí és un edifici del municipi de Rubí (Vallès Occidental) protegit com a bé cultural d'interès local.

## Descripció
És un edifici aïllat de planta rectangular de planta baixa i pis. La composició, de caràcter neoclàssic, distribueix entorn d'un eix de simetria principal, les cinc finestres de la façana principal i tres a les laterals, que es corresponen en planta baixa amb obertures variables adaptant-les al canvi de nivell del terreny.
L'eix central de l'edifici està remarcat per un frontó. Tot un seguit de permòdols marquen la línia de sustentació de la cornisa i la disposició simètrica de les lluminàries originals de fosa reforcen la composició unitària de la façana. L'edifici és el resultat d'un important capítol de la història de la ciutat i de la comarca: la industrialització i l'arribada del ferrocarril.

## Història
El dia 13 de setembre de 1918 a les 10.30 h un automotor de la companyia "Ferrocarriles de Cataluña S.A." efectuava l'entrada a la nova estació, on l'esperava gairebé tot el poble de Rubí. El doctor Pearson va ser el promotor de l'arribada del ferrocarril a Rubí.